# Jakow Grigorjewitsch Kuzenko
Jakow Grigorjewitsch Kuzenko (russisch Яков Григорьевич Куценко; * 22. November 1915 in Kiew; † 13. August 1988) war ein sowjetischer Gewichtheber.

## Werdegang
Jakow Kuzenko, wurde ab 1937 14 mal Meister der UdSSR im Schwergewicht. Er zeigte dabei Leistungen, die denen des Olympiasiegers von 1936 Josef Manger aus Deutschland fast gleichkamen. Als 1946 die Sowjetunion, ohne Mitglied des Internationalen Gewichtheber-Verbandes (IWF) zu sein, bei den ersten Weltmeisterschaften nach dem Krieg 1946 in Paris erschien und teilnehmen durfte, war auch Jakow Kuzenko dabei. Auch bei den Europameisterschaften 1947 und den Weltmeisterschaften 1950 startete Kuzenko. Zu olympischen Ehren kam er indessen nicht, da die UdSSR 1948 noch nicht Mitglied des IOC war, konnte sie nicht in London teilnehmen. Jakow Kuzenko stellte auch eine Reihe von Weltrekorden auf, die aber wegen der fehlenden Mitgliedschaft der UdSSR im IWF nur inoffiziellen Charakter haben können.
Nach Beendigung seiner aktiven Laufbahn war Jakow Kuzenko von 1954 bis 1963 Cheftrainer des sowjetischen Gewichtheberverbandes.

## Erfolge

### Internationale Erfolge
(WM = Weltmeisterschaft, EM = Europameisterschaft, S = Schwergewicht)
- 1946, 2. Platz, WM in Paris, S, mit 415 kg, hinter John Davis (Gewichtheber), USA, 435 kg und vor Mohamed Geissa, Ägypten, 395 kg;
- 1947, 1. Platz, EM in Helsinki, S, mit 432,5 kg, vor Petersen, Dänemark, 377,5 kg und Laputin, UdSSR, 377,5 kg;
- 1950, 2. Platz (1. Platz), WM + EM in Paris, S, mit 422,5 kg, hinter Davis, 462,5 kg und vor Barnett, Großbritannien, 400 kg.

### UdSSR-Meisterschaften
- 1937, 1. Platz, S, mit 380 kg, vor Petrow, 375 kg und Sergo Ambarzumjan, 370 kg;
- 1938, 1. Platz, S, mit 410 kg, vor Petrow, 392,5 kg und Nazarow, 372,5 kg;
- 1939, 1. Platz, S, mit 407,5 kg, vor Kostudow, 395 kg und Petrow, 387,5 kg;
- 1940, 1. Platz, S, mit 417,5 kg, vor Ambarzumjan, 405 kg und Kostudow, 387,5 kg;
- 1943, 1. Platz, S, mit 390 kg, vor Ljapidewski, 352,5 kg und Nazarow, 340 kg;
- 1944, 1. Platz, S, mit 407,5 kg, vor Chotimski, 365 kg und Ljapidewski, 360 kg;
- 1945, 1. Platz, S, mit 402,5 kg, vor Nikolai Laputin, 365 kg und Bazurin, 352,5 kg;
- 1946, 1. Platz, S, mit 435 kg, vor Chotimski, 382,5 kg und Nazarow, 372,5 kg;
- 1947, 1. Platz, S, mit 437,5 kg, vor Laputin, 380 kg und Bazurin, 370 kg;
- 1948, 1. Platz, S, mit 422,5 kg, vor Laputin, 407,5 kg und Bazurin, 385 kg;
- 1949, 1. Platz, S, vor Alexei Medwedew und Bazurin;
- 1950, 1. Platz, S, mit 422,5 kg, vor Laputin, 420 kg und Medwedew, 407,5 kg;
- 1951, 1. Platz, S, mit 420 kg, vor Laputin, 402,5 kg und Jewgeni Nowikow, 395 kg;
- 1952, 1. Platz, S, mit 427,5 kg, vor Medwedew, 420 kg und Rogatschow, 410 kg.

### Weltrekorde
(alle im Schwergewicht, damals über 82,5 kg Körpergewicht aufgestellt)
Im beidarmigen Stoßen:
- 168 kg, 1938 in Kiew,
- 169 kg, 1938 in Taschkent,
- 170 kg, 1939 in Jerewan,
- 173 kg, 1947 in Kiew,
- 173,5 kg, 1947 in Kiew,
- 174 kg, 1947 in Moskau.